# Super Series de 2015
O Torneio Super Series, também conhecido como Torneio de Verão de Manaus (nome dado pela Rede Globo e SporTV) foi um torneio amistoso de futebol interestadual, disputado por 3 equipes brasileiras:    Flamengo, São Paulo e Vasco da Gama, em Manaus, de 21 de janeiro a 25 de janeiro de 2015. Todos os jogos tiveram transmissão do SporTV, e apenas a última partida teve também a transmissão da Rede Globo.
Uma curiosidade sobre este torneio foi que antes das partidas, ao invés de se tocar o Hino Nacional, como de costume, tocou-se o hino dos clubes.
Depois de duas vitórias com o placar mínimo, o Flamengo sagrou-se campeão.

## Sistema de Disputa
O sistema de disputa é o tradicional utilizado em formatos de triangular:
- Uma vitória vale três pontos.
- Se houver empate o jogo irá para os pênaltis; uma vitória nos pênaltis vale um ponto extra.
- O time campeão é o que mais pontuar.

## Transmissão
- Brasil: Rede Globo (apenas São Paulo vs. Flamengo) e SporTV

## Classificação
| Pos. | Equipe        | PG | J | V | E | D | GP | GC | SG |
| ---- | ------------- | -- | - | - | - | - | -- | -- | -- |
| 1    | Flamengo      | 6  | 2 | 2 | 0 | 0 | 2  | 0  | +2 |
| 2    | São Paulo     | 3  | 2 | 1 | 0 | 1 | 2  | 2  | 0  |
| 3    | Vasco da Gama | 0  | 2 | 0 | 0 | 2 | 1  | 3  | -2 |

## Jogos
| 21 de janeiro                    | Flamengo    | 1 – 0     | Vasco da Gama | Arena da Amazônia, Manaus                                                |
| 20:00 (local) - 22:00 (Brasília) | Éverton 53' | Relatório |               | Público: 21 915 Renda: Não divulgada Árbitro: Edmar Campos da Encarnação |

| Flamengo | Vasco |

|                      |    |                |                               |    |
|                      |    |                |                               |    |
| G                    | 48 | Paulo Victor   |                               |    |
| LD                   | 2  | Léo Moura      |                               | a' |
| Z                    | 4  | Samir          |                               |    |
| Z                    | 14 | Wallace        |                               |    |
| LE                   | 6  | Ânderson Pico  | Penalizado com cartão amarelo |    |
| V                    | 5  | Víctor Cáceres | Penalizado com cartão amarelo | b' |
| V                    | 20 | Canteros       | Penalizado com cartão amarelo |    |
| M                    | 19 | Arthur Maia    | Penalizado com cartão amarelo | c' |
| M                    | 22 | Éverton        | d'                            |    |
| A                    | 29 | Nixon          | e'                            |    |
| A                    | 7  | Marcelo Cirino | f'                            |    |
| Substituições:       |    |                |                               |    |
| Z                    | '  | Bressan        |                               | f' |
| LD                   | 21 | Pará           | Penalizado com cartão amarelo | a' |
| V                    | 8  | Márcio Araújo  | Penalizado com cartão amarelo | b' |
| V                    | 15 | Luiz Antônio   |                               | d' |
| M                    | 11 | Lucas Mugni    |                               | c' |
| A                    | 9  | Alecsandro     |                               | e' |
| Bressan              |    |                |                               |    |
| Treinador:           |    |                |                               |    |
| Vanderlei Luxemburgo |    |                |                               |    |

|                |   |                   |                               |    |
|                |   |                   |                               |    |
| G              | 1 | Martín Silva      |                               |    |
| LD             | ' | Jean Patrick      |                               | a' |
| Z              | ' | Luan              |                               |    |
| Z              | ' | Rodrigo           |                               |    |
| LE             | ' | Christiano        | Penalizado com cartão amarelo | b' |
| V              | ' | Guiñazú           |                               | c' |
| V              | ' | Sandro Silva      |                               | d' |
| M              | ' | Bernardo          |                               | e' |
| M              | ' | Marcinho          |                               |    |
| M              | ' | Montoya           | Penalizado com cartão amarelo |    |
| A              | ' | Rafael Silva      |                               | f' |
| Substituições: |   |                   |                               |    |
| LD             | ' | Nei               |                               | a' |
| LE             | ' | Henrique          |                               | b' |
| V              | ' | Lucas             |                               | c' |
| M              | ' | Julio dos Santos  |                               | d' |
| A              | ' | Marquinhos do Sul |                               | e' |
| A              | ' | Yago              |                               | f' |
| Treinador:     |   |                   |                               |    |
| Doriva         |   |                   |                               |    |

| 23 de janeiro                    | Vasco da Gama | 1 – 2     | São Paulo                    | Arena da Amazônia, Manaus                                                |
| 20:00 (local) - 22:00 (Brasília) | Bruno 32'     | Relatório | 13' Luís Fabiano · 77' Souza | Público: 8 929 Renda: Não divulgada Árbitro: João Batista Cunha de Brito |

| Vasco | São Paulo |

|                |   |                   |                               |    |
|                |   |                   |                               |    |
| G              | 1 | Martín Silva      |                               |    |
| LD             | ' | Jean Patrick      |                               | a' |
| Z              | ' | Luan              |                               |    |
| Z              | ' | Rodrigo           | Penalizado com cartão amarelo |    |
| LE             | ' | Christiano        | Penalizado com cartão amarelo |    |
| V              | ' | Lucas             |                               | b' |
| V              | ' | Sandro Silva      |                               | c' |
| M              | ' | Bernardo          | Penalizado com cartão amarelo | d' |
| M              | ' | Marcinho          |                               | e' |
| M              | ' | Montoya           |                               | f' |
| A              | ' | Rafael Silva      |                               |    |
| Substituições: |   |                   |                               |    |
| LD             | ' | Nei               | Penalizado com cartão amarelo | a' |
| V              | ' | Victor Bolt       | Penalizado com cartão amarelo | b' |
| M              | ' | Julio dos Santos  | Penalizado com cartão amarelo | c' |
| M              | ' | Jhon Cley         |                               | d' |
| A              | ' | Yago              |                               | e' |
| A              | ' | Marquinhos do Sul |                               | f' |
| Treinador:     |   |                   |                               |    |
| Doriva         |   |                   |                               |    |

|                        |    |                      |                               |    |
|                        |    |                      |                               |    |
| G                      | 01 | Rogério Ceni         |                               |    |
| LD                     | 22 | Bruno                |                               |    |
| Z                      | 3  | Rafael Toloi         | Expulso                       |    |
| Z                      | 21 | Edson Silva          | Penalizado com cartão amarelo | a' |
| LE                     | 16 | Carlinhos            |                               | b' |
| V                      | 5  | Souza                | Penalizado com cartão amarelo |    |
| V                      | 15 | Denílson             |                               | c' |
| M                      | 7  | Michel Bastos        |                               | d' |
| M                      | 10 | Paulo Henrique Ganso |                               |    |
| A                      | 14 | Alan Kardec          |                               | e' |
| A                      | 9  | Luis Fabiano         | Penalizado com cartão amarelo | f' |
| Substituições:         |    |                      |                               |    |
| Z                      | 3  | Lucão                | a'                            |    |
| LE                     | 26 | Reinaldo             | b'                            |    |
| Z                      | '  | Antonio Carlos Zago  | c'                            |    |
| V                      | 23 | Thiago Mendes        | d'                            |    |
| V                      | 18 | Maicon               | e'                            |    |
| A                      | 11 | Alexandre Pato       | f'                            |    |
| Treinador:             |    |                      |                               |    |
| Milton Cruz (interino) |    |                      |                               |    |

| 25 de janeiro                    | São Paulo | 0 – 1                   | Flamengo  | Arena da Amazônia, Manaus |
| 15:00 (local) - 17:00 (Brasília) |           | Relatório Ficha Técnica | Samir 77' | Público: 23 973 Renda: Não divulgada Árbitro: Antonio Carlos Pequeno Frutuoso Assistente: Ivo Fernando da Costa Assistente: Alexsandro Lira |

| São Paulo | Flamengo |

|                        |    |                      |  |                 |
|                        |    |                      |  |                 |
| G                      | 01 | Rogério Ceni         |  |                 |
| LD                     | 22 | Bruno                |  |                 |
| Z                      | 3  | Lucão                |  |                 |
| Z                      | 21 | Edson Silva          |  |                 |
| LE                     | 26 | Reinaldo             |  | Substituído     |
| V                      | 5  | Souza                |  | Substituído     |
| V                      | 18 | Maicon               |  |                 |
| M                      | 7  | Michel Bastos        |  |                 |
| M                      | 23 | Thiago Mendes        |  |                 |
| M                      | 10 | Paulo Henrique Ganso |  |                 |
| A                      | 9  | Luis Fabiano         |  |                 |
| Substituições:         |    |                      |  |                 |
| LD                     | 25 | Hudson               |  | Entrou em campo |
| LE                     | 16 | Carlinhos            |  | Entrou em campo |
| V                      | 15 | Denílson             |  | Entrou em campo |
| M                      | 37 | Jonathan Cafu        |  | Entrou em campo |
| A                      | 11 | Alexandre Pato       |  | Entrou em campo |
| A                      | 14 | Alan Kardec          |  | Entrou em campo |
| Treinador:             |    |                      |  |                 |
| Milton Cruz (interino) |    |                      |  |                 |

|                      |    |                |                               |                 |
|                      |    |                |                               |                 |
| G                    | 48 | Paulo Victor   |                               |                 |
| LD                   | 2  | Léo Moura      |                               |                 |
| Z                    | 4  | Samir          |                               |                 |
| Z                    | 14 | Wallace        |                               |                 |
| LE                   | 6  | Ânderson Pico  |                               |                 |
| V                    | 5  | Víctor Cáceres |                               | Substituído     |
| V                    | 20 | Canteros       |                               |                 |
| M                    | 19 | Arthur Maia    |                               | Substituído     |
| M                    | 22 | Éverton        |                               |                 |
| A                    | 29 | Nixon          |                               |                 |
| A                    | 7  | Marcelo Cirino |                               |                 |
| Substituições:       |    |                |                               |                 |
| LD                   | 21 | Pará           | Penalizado com cartão amarelo | Entrou em campo |
| LE                   | 16 | Thallyson      |                               | Entrou em campo |
| V                    | 8  | Márcio Araújo  | Penalizado com cartão amarelo | Entrou em campo |
| V                    | 15 | Luiz Antônio   |                               | Entrou em campo |
| M                    | 11 | Lucas Mugni    |                               | Entrou em campo |
| A                    | 9  | Alecsandro     |                               | Entrou em campo |
| Treinador:           |    |                |                               |                 |
| Vanderlei Luxemburgo |    |                |                               |                 |

## Artilharia
| Gols | Jogador      | Time      |
| ---- | ------------ | --------- |
| 1    | Éverton      | Flamengo  |
| 1    | Samir        | Flamengo  |
| 1    | Luís Fabiano | São Paulo |
| 1    | Souza        | São Paulo |

## Premiação
| Torneio Super Series 2015    |
| Rio de Janeiro               |
| ---------------------------- |
| Flamengo Campeão (1º título) |